# Iliá Shtokálov
Iliá Anatólievich Shtokálov –en ruso, Илья Анатольевич Штокалов– (Pobeda, 1 de septiembre de 1986) es un deportista ruso que compitió en piragüismo en la modalidad de aguas tranquilas.
Participó en los Juegos Olímpicos de Río de Janeiro 2016, obteniendo una medalla de bronce en la prueba de C1 1000 m. Ganó dos medallas de bronce en el Campeonato Europeo de Piragüismo, en los años 2009 y 2017, ambas en la prueba de C4 1000 m.

## Palmarés internacional
| Juegos Olímpicos   | Juegos Olímpicos        | Juegos Olímpicos  | Juegos Olímpicos |
| Año                | Lugar                   | Medalla           | Competición      |
| ------------------ | ----------------------- | ----------------- | ---------------- |
| 2016               | Río de Janeiro (Brasil) | Medalla de bronce | C1 1000 m        |
| Campeonato Europeo |                         |                   |                  |
| Año                | Lugar                   | Medalla           | Competición      |
| 2009               | Brandeburgo (Alemania)  | Medalla de bronce | C4 1000 m        |
| 2017               | Plovdiv (Bulgaria)      | Medalla de bronce | C4 1000 m        |